# Ron Burgess
William Arthur Ronald „Ron“ Burgess (* 9. April 1917 in Cwm; † 14. Februar 2005 in Swansea) war ein walisischer Fußballspieler und -trainer. Als Außenläufer gehörte er zwischen 1936 und 1954 Tottenham Hotspur an, die in der Saison 1950/51 unter Trainer Arthur Rowe die englische Meisterschaft gewannen. Er war Kapitän der Mannschaft und bildete mit Bill Nicholson die Läuferreihe.

## Sportlicher Werdegang
Burgess wurde in der Nähe von Swansea in dem kleinen Bergbauort Cwm geboren. Die ersten fußballerischen Schritte machte er beim dortigen Verein Cwm Villa, wo ihn walisische Talentscouts von Tottenham Hotspur entdeckten – Burgess agierte dabei auf der Position des Halbstürmers. Nach einem Jahr im Nachwuchsbereich der „Spurs“ sah es danach aus, als ob ihm der Durchbruch nicht vergönnt war. Kurz vor seiner bereits avisierten Abreise sollte er noch einem Spiel der Senioren-Mannschaft an der White Hart Lane beiwohnen und da diese plötzlich einen Spieler zu wenig aufwiesen, sprang Burgess als rechter Außenläufer ein. Dort hatte er zuvor noch nie gespielt, aber er überzeugte mit einer guten Leistung und dazu zwei Toren. Zwei Tage später wurde er an das Farmteam Northfleet United abgestellt und nach dem Gewinn des „Doubles“ aus Kent Senior Cup und der Kent Senior League debütierte Burgess am 4. Februar 1939 gegen Norwich City (2:1) für das Profiteam des damaligen Zweitligisten aus Tottenham. Er eroberte sich auf Anhieb einen Stammplatz und bis zur kriegsbedingten Unterbrechung des offiziellen Spielbetriebs absolvierte er 17 Ligapartien und schoss dabei ein Tor am 25. März 1939 gegen Swansea Town (3:0).
Im Zweiten Weltkrieg diente der in der britischen Royal Air Force und obwohl er in dieser Zeit häufiger seiner Londoner Heimat fernblieb, war er als Gastspieler in Städten, wo er stationiert war, stets gern gesehen. Dazu absolvierte er zehn inoffizielle Auswahlspiele für Wales und nach den Kampfhandlungen bestritt er am 13. November 1946 gegen England (0:3) an der Maine Road in Manchester sein erstes „echtes“ Länderspiel für Wales. Insgesamt sammelte er 32 Einsätze für Wales bis Mai 1954 an und verabschiedete sich in Wien mit einer 0:2-Niederlage gegen Österreich.
Burgess war ein physisch ausgeprägter, konditionsstarker und ballsicherer Fußballer, der im „Maschinenraum“ der Spurs eine Führungsrolle im Mittelfeld übernahm. Als linker Außenläufer war er Kapitän der Mannschaft, die unter dem neuen Trainer und Ex-Spieler Arthur Rowe zunächst 1949 über den Zweitligatitel den Aufstieg in die höchste englische Spielklasse realisierte und im Jahr darauf die englische Meisterschaft gewann. In den beiden Jahren trug er in 74 Partien zum Gesamterfolg bei. Dabei war Rowes Push-and-Run-Taktik, die mit schnellen Pässen operierte, vordergründig nicht ideal für Burgess, da dieser lieber den Ball führte und mit kraftvollen Läufen Löcher in die gegnerische Verteidigung zu reißen vermochte. Dennoch wusste er sich anzupassen und er harmonierte gut mit seinem Pendant auf der rechten Seite Bill Nicholson – wenngleich als Schlüssel auf dem Weg zur Meisterschaft die Verpflichtung von Alf Ramsey im Jahr 1949 als neuer rechter Verteidiger galt. Bis ins hohe Fußballeralter von 37 Jahren blieb Burgess Tottenham treu, bevor er im August 1954 die Gelegenheit bekam, bei seinem Heimatklub aus Swansea, der in der zweiten englischen Liga spielte, eine Rolle als Spieler und Kotrainer zu übernehmen, plus der Option ein Jahr später die Cheftrainerrolle zu übernehmen.
Nach vier Jahren in Swansea heuerte er 1959 beim FC Watford an. Ab 1963 trainierte er im Amateurfußball den FC Hendon, bevor er sich zwei Jahre später dem Trainerstab des FC Fulham anschloss. Ebenfalls 1965 betreute er interimsmäßig die walisische Nationalmannschaft gegen Nordirland in Vertretung des abwesenden Dave Bowen. Letzte bekannte Cheftrainerstationen waren ab Januar 1966 Bedford Town und später Harrow Borough. Daneben arbeitete er als Assistent für Lincoln City (1969) und in den 1970ern war er für Luton Town zusätzlich als Talentscout unterwegs. Abseits des Fußballs ging er einer Tätigkeit als Lagerarbeiter in einem Schreibwarenunternehmen in Wealdstone nach, lebte im Anschluss an seine Pensionierung einige Jahre in Worthing und kehrte dann in seine walisische Heimat zurück. Im Februar 2005 starb er 87-jährig in Swansea.

## Titel/Auszeichnungen
Tottenham Hotspur
- Englischer Meister: 1951
- FA Charity Shield: 1951